# داراینا
داراینا (به لاتین: Daraina) یک منطقهٔ مسکونی در ماداگاسکار است که در ووهمار واقع شده‌است. داراینا ۱۰٬۰۰۰ نفر جمعیت دارد و ۹۲ متر بالاتر از سطح دریا واقع شده‌است.